# Elecciones al Congreso de los Diputados de 2016 (Barcelona)
Las elecciones al Congreso de los Diputados de 2016 se celebraron en la provincia de Barcelona el domingo 26 de junio, como parte de las elecciones generales convocadas por Real Decreto dispuesto el 3 de mayo de 2016 y publicado en el Boletín Oficial del Estado el mismo día. Se eligieron los 31 diputados correspondientes a la circunscripción electoral de Barcelona, mediante un sistema proporcional (método d'Hondt) con listas cerradas y un umbral electoral del 3%.

## Resultados
Los comicios depararon 9 escaños a la coalición En Comú Podem-Guanyem el Canvi, 5 escaños a las candidaturas del Partido de los Socialistas de Cataluña y Esquerra Republicana de Catalunya-Catalunya Sí y 4 a las candidaturas del Partido Popular, Convergencia Democrática de Cataluña y Ciudadanos-Partido de la Ciudadanía. El escrutinio completo se detalla a continuación.
| Candidatura                                          | Candidatura                                                | Votos     | %                               | Escaños                         |
| ---------------------------------------------------- | ---------------------------------------------------------- | --------- | ------------------------------- | ------------------------------- |
|                                                      | En Comú Podem-Guanyem el Canvi (ECP)                       | 694 315   | 26,26                           | 9                               |
|                                                      | Partido de los Socialistas de Cataluña (PSC-PSOE)          | 444 812   | 16,82                           | 5                               |
|                                                      | Esquerra Republicana de Catalunya-Catalunya Sí (ERC-CatSí) | 438 126   | 16,57                           | 5                               |
|                                                      | Partido Popular (PP)                                       | 357 759   | 13,53                           | 4                               |
|                                                      | Convergencia Democrática de Cataluña (CDC)                 | 323 824   | 12,25                           | 4                               |
|                                                      | Ciudadanos-Partido de la Ciudadanía (Cs)                   | 305 075   | 11,54                           | 4                               |
| Partido Animalista Contra el Maltrato Animal (PACMA) | Partido Animalista Contra el Maltrato Animal (PACMA)       | 47 660    | 1,80                            | 0                               |
| Recortes Cero-Grupo Verde (Recortes Cero-GV)         | Recortes Cero-Grupo Verde (Recortes Cero-GV)               | 8006      | 0,30                            | 0                               |
| Partido Comunista del Pueblo de Cataluña (PCPC)      | Partido Comunista del Pueblo de Cataluña (PCPC)            | 3275      | 0,12                            | 0                               |
| Votos en blanco                                      | Votos en blanco                                            | 21 081    | 0,80                            | n/a                             |
| Votos válidos                                        | Votos válidos                                              | 2 643 933 | 100,00                          | 31                              |
| Votos nulos                                          | Votos nulos                                                | 15 885    | Participación: \| \| 64,38 % \| | Participación: \| \| 64,38 % \| |
| Votantes                                             | Votantes                                                   | 2 659 818 | Participación: \| \| 64,38 % \| | Participación: \| \| 64,38 % \| |
| Electores                                            | Electores                                                  | 4 131 319 | Participación: \| \| 64,38 % \| | Participación: \| \| 64,38 % \| |
|                                                      | 64,38 %                                                    |           |                                 |                                 |

## Diputados electos
Relación de diputados electos:
| N.º | Nombre                           | Lista | Lista     |
| --- | -------------------------------- | ----- | --------- |
| 1   | Francesc Xavier Domènech Sampere |       | ECP       |
| 2   | Meritxell Batet Lamaña           |       | PSC-PSOE  |
| 3   | Gabriel Rufián Romero            |       | ERC-CatSí |
| 4   | Jorge Fernández Díaz             |       | PP        |
| 5   | Lucía Martín González            |       | ECP       |
| 6   | Francesc Homs i Molist           |       | CDC       |
| 7   | Juan Carlos Girauta Vidal        |       | Cs        |
| 8   | Josep Vendrell Gardeñes          |       | ECP       |
| 9   | Manuel Cruz Rodríguez            |       | PSC-PSOE  |
| 10  | Joan Tardà i Coma                |       | ERC-CatSí |
| 11  | Jorge Moragas Sánchez            |       | PP        |
| 12  | Sònia Farré Fidalgo              |       | ECP       |
| 13  | Carles Campuzano i Canadés       |       | CDC       |
| 14  | Antonio Roldán Monés             |       | Cs        |
| 15  | Mercè Perea Conillas             |       | PSC-PSOE  |
| 16  | Ester Capella i Farré            |       | ERC-CatSí |
| 17  | Raimundo Viejo Viñas             |       | ECP       |
| 18  | Alicia Sánchez-Camacho           |       | PP        |
| 19  | María del Mar García Puig        |       | ECP       |
| 20  | José Zaragoza Alonso             |       | PSC-PSOE  |
| 21  | Ana María Surra Spadea           |       | ERC-CatSí |
| 22  | M. Lourdes Ciuró i Buldó         |       | CDC       |
| 23  | Elena Faba de la Encarnación     |       | Cs        |
| 24  | Joan Miquel Mena Arca            |       | ECP       |
| 25  | Dolors Montserrat Montserrat     |       | PP        |
| 26  | Lídia Guinart Moreno             |       | PSC-PSOE  |
| 27  | Joan Capdevila i Esteve          |       | ERC-CatSí |
| 28  | Marcelo Expósito Prieto          |       | ECP       |
| 29  | Míriam Nogueras i Camero         |       | CDC       |
| 30  | Aina Vidal Sáez                  |       | ECP       |
| 31  | José Manuel Villegas Pérez       |       | Cs        |